# Couvent franciscain de la Clarté-Dieu
 (septembre 2018).
Si vous disposez d'ouvrages ou d'articles de référence ou si vous connaissez des sites web de qualité traitant du thème abordé ici, merci de compléter l'article en donnant les références utiles à sa vérifiabilité et en les liant à la section « Notes et références ».
Le couvent franciscain de la Clarté-Dieu se situe dans la commune d'Orsay, dans le département de l'Essonne, en France.
Construit dans les années 1950, cette construction est le premier édifice en France construit en béton de ciment blanc (dans une utilisation structurelle et non décorative).

## Histoire
Après la Seconde Guerre mondiale, les Franciscains ont souhaité créer une nouvelle implantation en Ile-de-France, en plus du noviciat vétuste de Champfleury (à Poissy). Un terrain a été acheté à Orsay, grâce aux dommages de guerre touchés en indemnité après la destruction de leur couvent d'Amiens. Assistés de l'architecte Emmanuel Besnard-Bernadac, ils ont défini un programme très complet pour sélectionner l'architecte. Ce programme est inspiré des idées du Père Pie Raymond Régamey, développées dans la revue L'Art Sacré. En 1953, le chantier a été confié aux architectes Luc et Xavier Arsène-Henry, et à Emmanuel Besnard-Bernadac.
Après 18 mois de conception des plans, la première pierre est posée le 9 janvier 1955 et le chantier s'achève le 4 juillet 1956. La consécration a lieu le 30 septembre 1956. 

## Inscription aux monuments historiques
En 2005, la commission régionale du patrimoine et des sites a proposé à l'unanimité l'inscription du bâtiment mais le propriétaire - Association des amis de la Clarté-Dieu - s'est opposé à ce classement et le préfet n'est pas passé en force.

## Les activités cultuelles
Le couvent accueille une communauté franciscaine et est ouvert à des rencontres et formations spirituelles.